# Täfelung

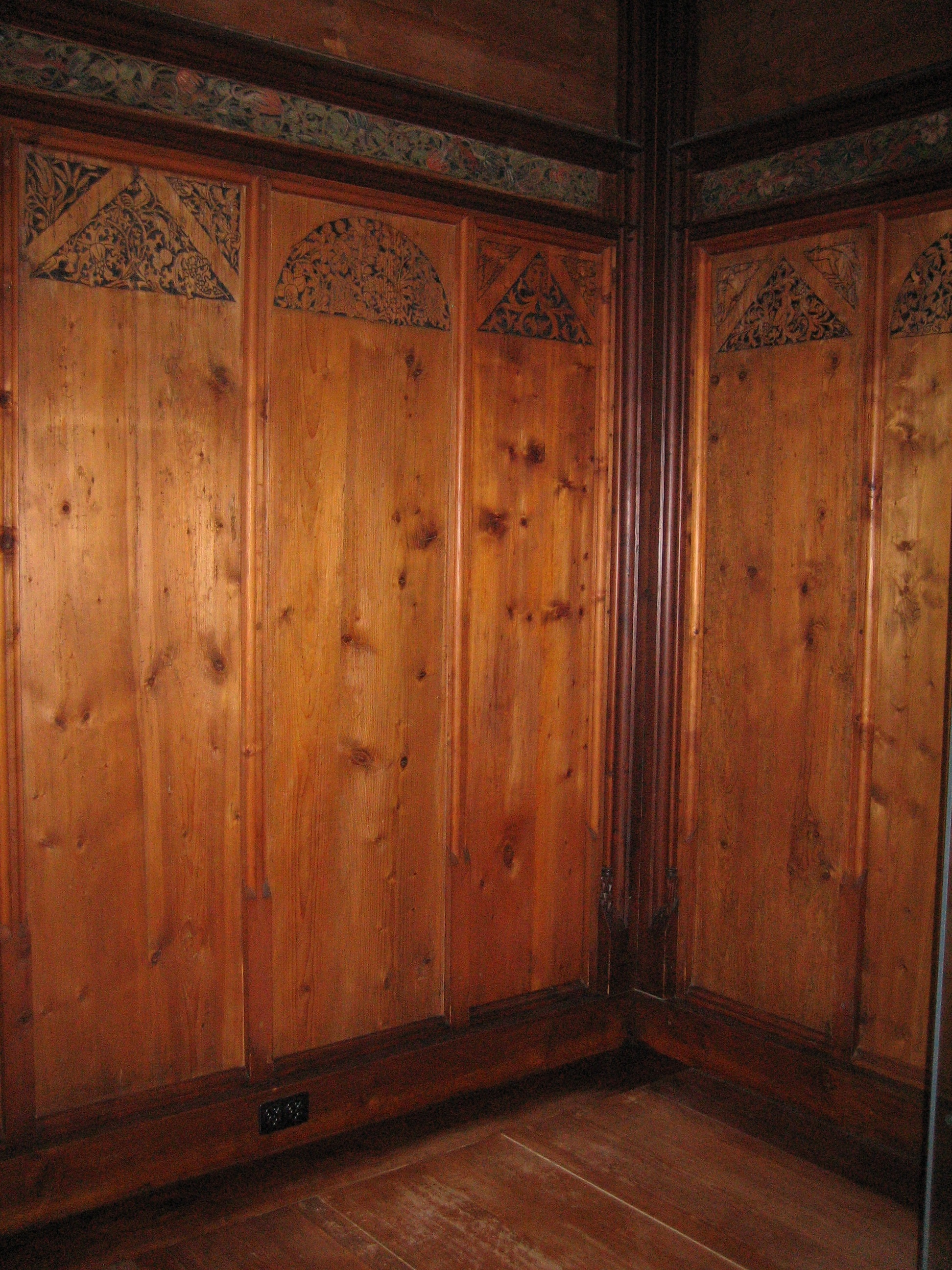
Täfelung aus Tannenholz von 1521 aus dem ehemaligen Kloster Oetenbach, heute im Landesmuseum Zürich

Mit Täfelung (auch Tafelwerk, Täfelwerk, Vertäfelung, Getäfel, schweiz.: Täferung oder (Ge)täfer) wird die hölzerne Wand- oder Deckenverkleidung von Innenräumen bezeichnet, die als Raumschmuck, zur Wärmedämmung oder zum Schutz der darunter liegenden Schichten dienen kann. Bis in das 18. Jahrhundert waren solche Holzverkleidungen in der Innenarchitektur weit verbreitet und erlebten im Zuge des Historismus mit dem Stil der Neorenaissance noch einmal eine kurze Blüte. Seltener werden auch Außenfassaden vertäfelt, historisch war dies etwa in der Ostschweiz verbreitet.
Anwendung fanden Täfelungen bei mit Bruchsteinen gemauerten Gebäuden ebenso wie bei Fachwerk- oder Backsteinbauten.
Eine Täfelung wird im einfachen Fall aus Holzbrettern – den Paneelen – zusammengefügt, die auf einer Unterkonstruktion aus Leisten oder Latten befestigt werden und deren Stoßkanten aus ästhetischen Gründen oft mit einer aufgesetzten Zierleiste verdeckt sind. Qualitativ höherwertig sind die Verkleidungen, die als Rahmen-Füllungs-Konstruktionen (Kassettenkonstruktion) ausgeführt sind. Das Täfelwerk einer Wand ist oft durch Pfeiler, Säulen oder Pilaster vertikal gegliedert.
Bereits im Altertum waren Täfelungen speziell in Mesopotamien gebräuchlich, diese sind heute aber nur fragmentarisch erhalten. Die ältesten noch vollständig existierenden Täfelungen sind auf mittelalterlichen Burgen erhalten, wo sie zur Isolierung gegen Kälte dienten. Bretter mit einer Breite von bis zu einem Meter wurden dazu auf Sockelfriesen positioniert und über den Tafeln ein weiterer Fries angebracht. Bei der Verkleidung von Decken wurden die Paneelen mit Ziernägeln an den Deckenbalken befestigt. Im Spätmittelalter war es üblich, Täfelungen mit Mobiliar zu kombinieren, indem Einbauschränke oder Bänke in sie eingelassen wurden.
Zu der rein funktionalen Aufgabe einer Täfelung kam schon in der Renaissance auch der Aspekt der Raumdekoration. Das Holz wurde nun mit verzierenden Schnitzereien und Intarsien- oder Marketerie-Arbeiten versehen, oft auch bemalt oder sogar vergoldet. Vor allem Skandinavien, England und Norddeutschland waren dabei künstlerisch führend. Eine besonders aufwändige und kunstvoll gestaltete Vertäfelung wird nach ihren Vorbildern im französischen Schlossbau des 17. und 18. Jahrhunderts auch Boiserie oder Boisage genannt. Während des Barocks und des Rokokos war es oft üblich, Täfelung und Möbel für einen Raum von demselben Kunsttischler anfertigen zu lassen, um sie in der Gestaltung aufeinander abzustimmen.
Im Rokoko verloren Wandverkleidungen aus Holz ihre ursprüngliche Funktion als Wärmedämmung und wurden aus modischen Gründen nur noch bis maximal zur Hälfte der Raumhöhe ausgeführt. Die obere nun freie Wandfläche wurde stattdessen mit Wand- oder Tafelmalereien versehen, mit Tapeten bespannt oder durch Tapisserien verhängt. Solche höhenreduzierten Täfelungen werden als Lambris bezeichnet und hatten neben dem Dekorationszweck die Aufgabe, eine Wand vor mechanischer Beschädigung zum Beispiel durch Möbel oder Personenverkehr zu schützen.
Im Alpenraum blieb die Funktion der Wärmedämmung bis in die Gegenwart erhalten und wird in Form der „Zirbenstube“ fortgeführt. Bei diesem Raum handelt es sich um die „gute Stube“ in einem alpenländischen Haus, die mit dem Holz der Zirbelkiefer vertäfelt ist.
Eine Ostschweizer Spezialität ist die Verkleidung von Frontfassaden von Häusern mit gestemmtem Täfer, wie sie in der zweiten Hälfte des 18. Jahrhunderts aufkam und nebst Schutz- und Isolationsfunktion anfänglich vor allem als architektonisches Stilmittel eingesetzt wurde. Die nach der Feuersbrunst von 1780 errichteten Bauten am Dorfplatz von Gais im Kanton Appenzell Ausserrhoden wurden mit einem Fronttäfer ausgestattet.

Beispiele
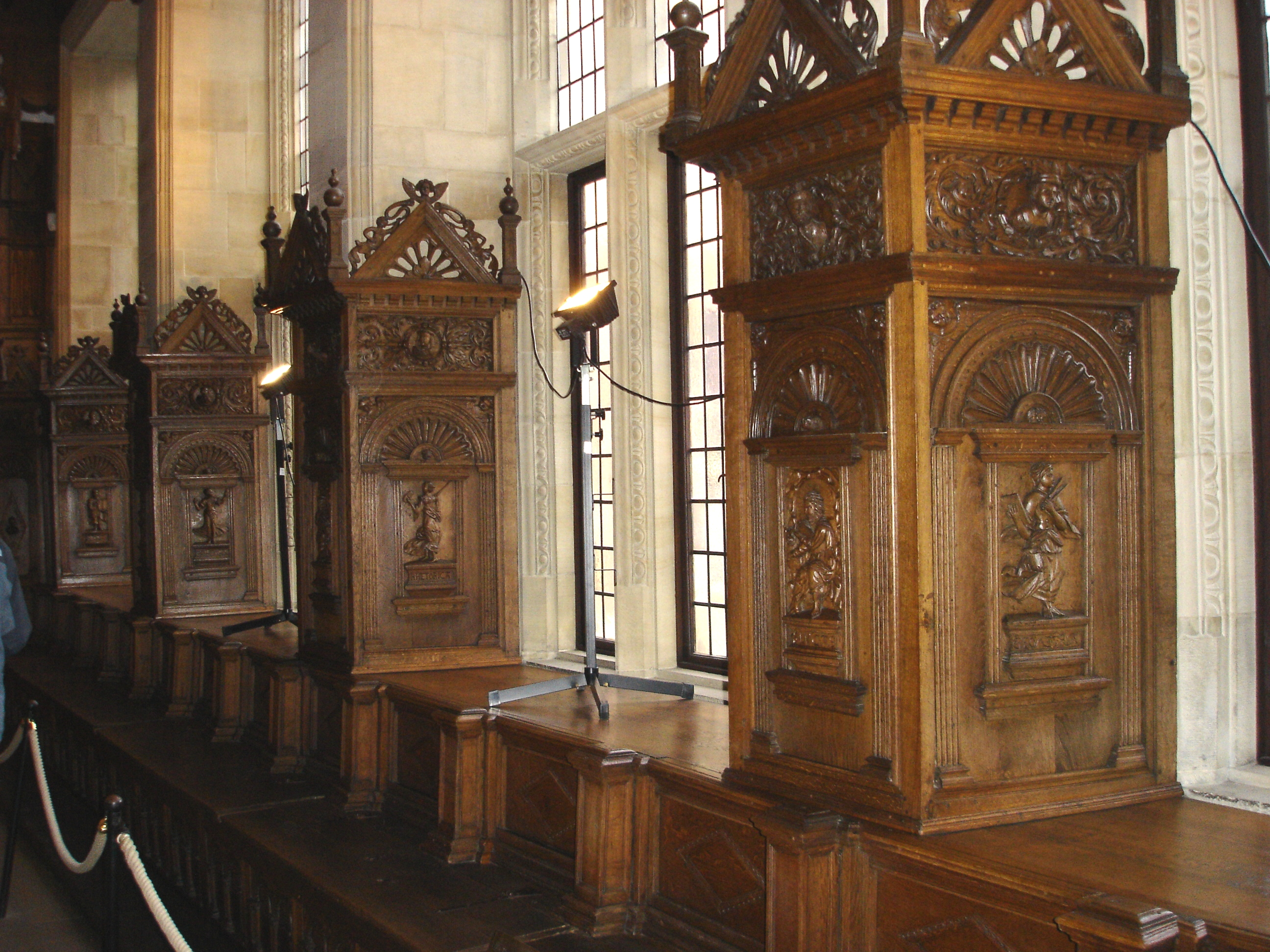
Täfelungen an der Ostwand des Friedensaals im Historischen Rathaus Münster
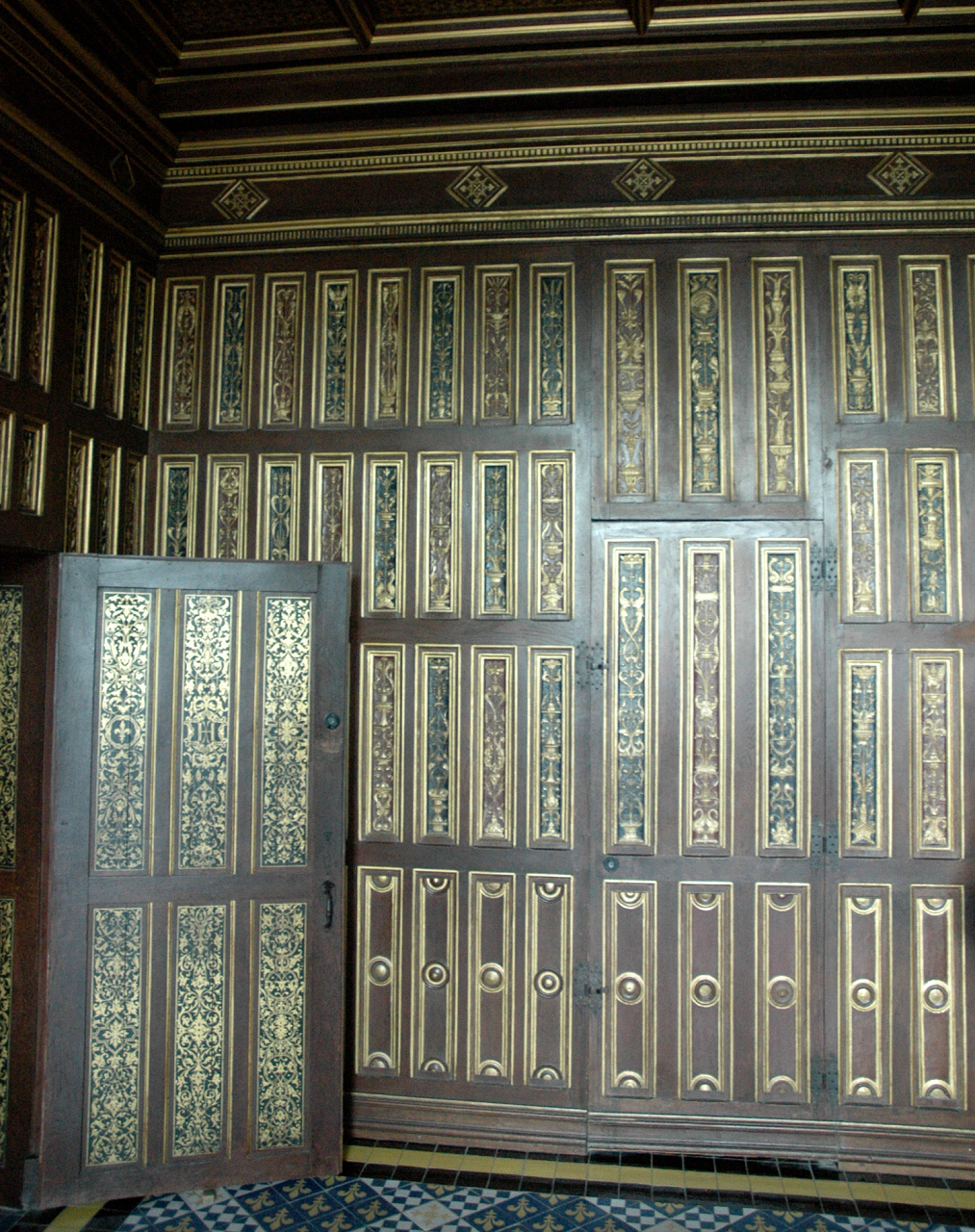
Täfelung aus bemalten und goldverzierten Kassetten im Kabinett der Königin im Schloss Blois